# 3大陸トーナメント
3大陸トーナメントは、2007年9月にオーストリアで行われたナショナルチームによるサッカー大会である。日本、オーストリア、スイス、チリが参加した。

## 試合会場
| 都市             | スタジアム名                           | 収容人数 |
| ---------------- | -------------------------------------- | -------- |
| ウィーン         | エルンスト・ハッペル・シュターディオン | 53,008人 |
| クラーゲンフルト | ヴェルターゼー・シュターディオン       | 32,000人 |

※ヴェルターゼー・シュターディオンは今大会でこけら落としとなった。

## 開催方式
各チーム2試合ずつ行う変則リーグ戦。90分を終えて同点の場合にはPK戦が実施され、90分での勝利に3、PK勝ちに2、PK負けに1の勝ち点が与えられた。

## 結果
| 2007年9月7日 |

| スイス                              | 2 - 1    | チリ            |
| バルネッタ 12分 · シュトレラー 54分 | レポート | サンチェス 43分 |

| エルンスト・ハッペル・シュターディオン（ウィーン） 観客数: 2,500人 主審: Fritz Stuchlik |

| 2007年9月7日 20:30 |

| オーストリア | 0 - 0    | 日本 |
|              | レポート |      |
|              | PK戦     |      |
|              | 4 - 3    |      |

| ヴェルターゼー・シュターディオン（クラーゲンフルト） 観客数: 26,142人 主審: マルクス・メルク |

| 2007年9月11日 20:15 |

| スイス                                             | 3 - 4    | 日本                                                            |
| マニャン 11分 · ヌクフォ 13分 (PK) · ジュルー 81分 | レポート | 中村俊輔 53分 (PK), 78分 (PK) · 巻誠一郎 68分 · 矢野貴章 90+2分 |

| ヴェルターゼー・シュターディオン（クラーゲンフルト） 観客数: 19,500人 主審: Stefan Messner |

| 2007年9月11日 |

| オーストリア | 0 - 2    | チリ                            |
|              | レポート | ドログエット 66分 · ルビオ 84分 |

| エルンスト・ハッペル・シュターディオン（ウィーン） 観客数: 14,500人 主審: Jacek Granat |

## 順位
| 順 | 出場国       | 勝点 | 試合 | 90勝 | PK勝 | PK敗 | 90敗 | 得点 | 失点 | 点差 |
| -- | ------------ | ---- | ---- | ---- | ---- | ---- | ---- | ---- | ---- | ---- |
| 1  | 日本         | 4    | 2    | 1    | 0    | 1    | 0    | 4    | 3    | +1   |
| 2  | チリ         | 3    | 2    | 1    | 0    | 0    | 1    | 3    | 2    | +1   |
| 3  | スイス       | 3    | 2    | 1    | 0    | 0    | 1    | 5    | 5    | 0    |
| 4  | オーストリア | 2    | 2    | 0    | 1    | 0    | 1    | 0    | 2    | -2   |

## 優勝国
| 3大陸トーナメント優勝 |
| --------------------- |
| · 日本                |